# Euploea brandti
Euploea brandti är en fjärilsart som beskrevs av Moore 1883. Euploea brandti ingår i släktet Euploea och familjen praktfjärilar. Inga underarter finns listade i Catalogue of Life.